# Michael Friederichsen

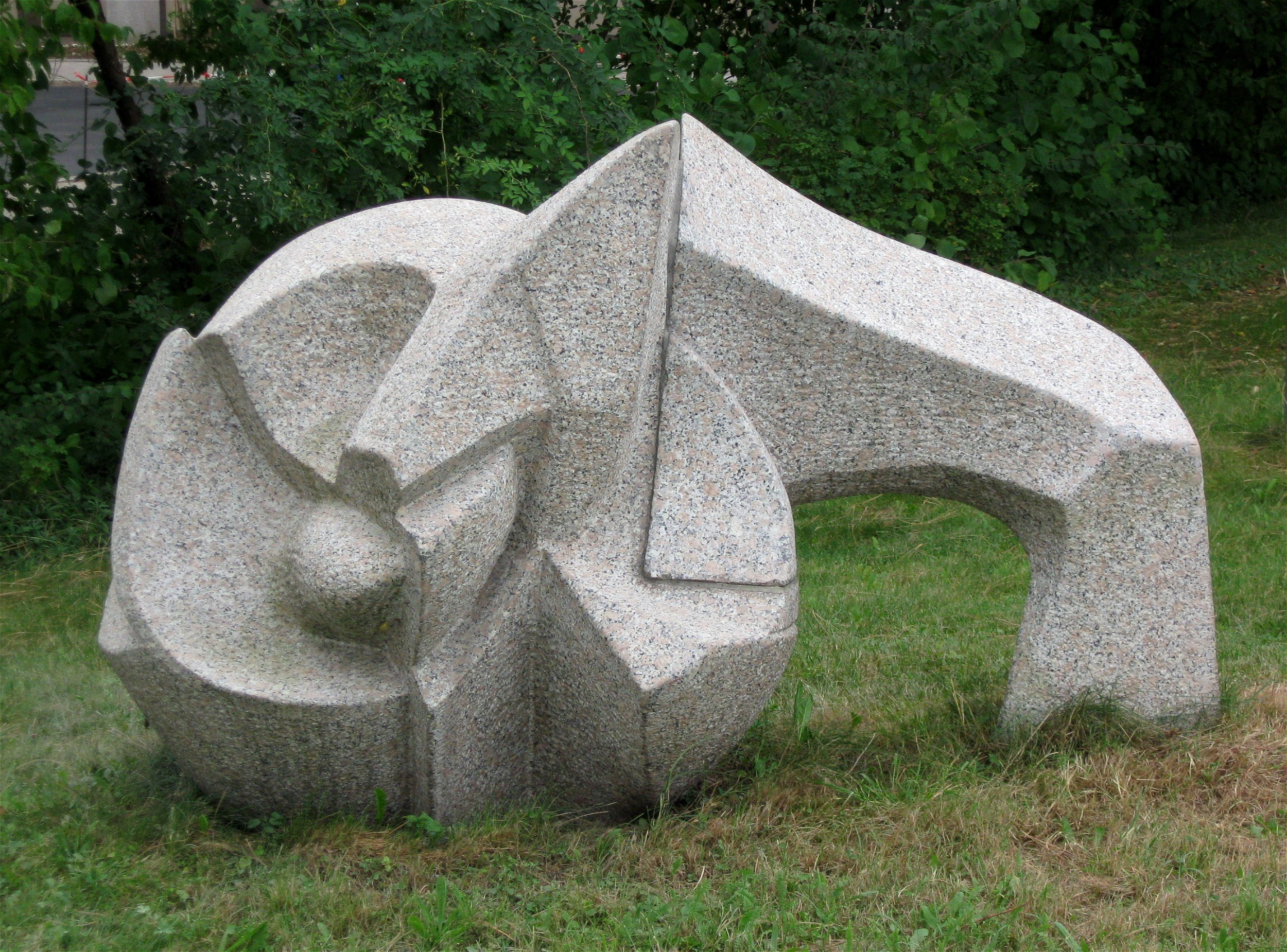
Fructus (1989). München

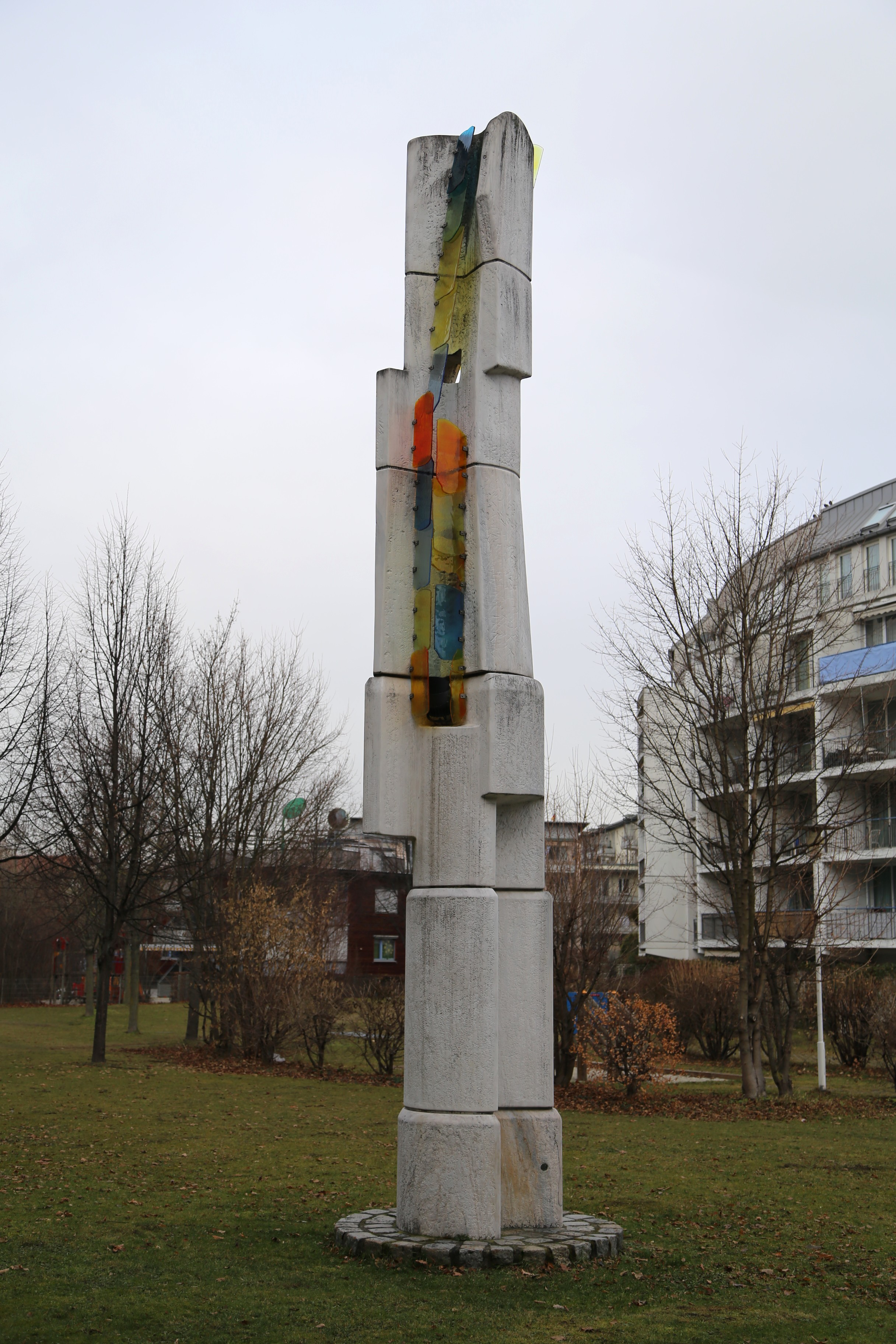
Lichtzeichen, 1996, Arnulfstraße, München

Michael Friederichsen (* 15. November 1938 in München; gest. 12. September 2015) war ein deutscher bildender Künstler und Enkel von Ludwig Friederichsen.

## Leben
Nach frühen künstlerischen und handwerklichen Erfahrungen durch das Elternhaus absolvierte Friederichsen von 1957 bis 1960 eine Ausbildung zum Silberschmied, die er mit Gesellenbrief in der Meisterklasse für Gold- und Silberschmiede bei Professor Rolf Goldschmitt, Berufsbildungszentrum München, abschloss.
Zum Bildhauer bildete ihn sein Vater, Roland Friederichsen, in den Jahren von 1960 bis 1964 aus.
Prägend waren für ihn u. a. Begegnungen mit den Künstlern Heinrich Kirchner, Hans Mettel und Joseph Beuys.
Durch Baupraktika und Bauleitungen bei verschiedenen Architekten in München und Münster / Westfalen machte er sich mit architektonischen Fragestellungen vertraut.
Seit 1962 arbeitete Friederichsen als selbständiger, freischaffender Bildhauer, seit 1965 im eigenen Atelier in Heimstetten bei Kirchheim bei München.
Er führte Auftragsarbeiten aus, insbesondere mehrere Kunst-am-Bau-Projekte, seit 1997 verstärkt auch freie Arbeiten.
Seine bevorzugten Materialien waren Naturstein und, seit den 1990er Jahren, Glas.

## Werke im öffentlichen Raum (Auswahl)
- 1977 Wasserspielplatz, München-Perlach
- 1986 Hl. Elisabeth, Kirchheim bei München
- 1989 Fructus, München-Perlach
- 1997–98 Lichtzeichen, München[3]